# Kvarteret Grötlunken
| Sabbatsbergs fattighus, 1899 och Sabbatsbergs ålderdomshem 1939. |  | Sabbatsbergs fattighus, 1899 och Sabbatsbergs ålderdomshem 1939. |
| Sabbatsbergs fattighus, 1899 och Sabbatsbergs ålderdomshem 1939. |  |                                                                  |

Kvarteret Grötlunken ligger strax norr om Bonnierhuset i Vasastan i Stockholms innerstad. Kvarteret består av fem fastigheter, Grötlunken 1, 2, 3, 4 och 5.

## Beskrivning
Kvarteret var tidigare en del av fastigheten Sabbatsberg som hörde till Sabbatsbergs ålderdomshem och fattighus. Nuvarande namn Grötlunken är av nyare datum och skapades år 2007 i samband med en fastighetsbildningsförrättning (avstyckning från fastigheten Sabbatsberg 23). Kvartersnamnet hör till kategorin hälsobrunnar liksom grannkvarteren Hälsobrunnen, Medevi brunn, Porla brunn, Loka brunn och Brunnsläkaren. Bakgrunden är att det vid Sabbatsberg fanns en brunnsverksamhet under 1700-talet. År 1734 öppnades här den första hälsobrunnen av apotekaren Johan Julius Salberg. Grötlunken var en gemensam promenad i lugn takt (lunk) som genomfördes av brunnsgästerna efter kvällsmaten som på en hälsobrunn väsentligen bestod av gröt.
På 1880-talet sinade Sabbatsbergs brunn helt. Därefter fick vatten levereras på flaska till Sabbatsberg ända tills brunnsverksamheten upphörde 1968. De flesta byggnaderna från brunnstiden är rivna. Kvar finns bara Katarinahuset byggt år 1767 som nytt värdshus för brunnsgästerna sedan det gamla blivit kyrka.

## Kulturhistorisk intressanta byggnader i kvarteret
Färgmärkningen i parentes enligt Stadsmuseets kulturhistoriska klassificering.
- Grötlunken 2, Dalahöjdens äldreboende, Eastmansvägen 24–26 (gulmärkt)
- Grötlunken 3, Slöjdhuset, Eastmansvägen 32–34 (grönmärkt)
- Grötlunken 4, Sabbatsbergs kyrka, Sabbatsbergsvägen 3 (blåmärkt)
- Grötlunken 5, Nicolaihuset, Sabbatsbergsvägen 1 (blåmärkt)

## Bilder

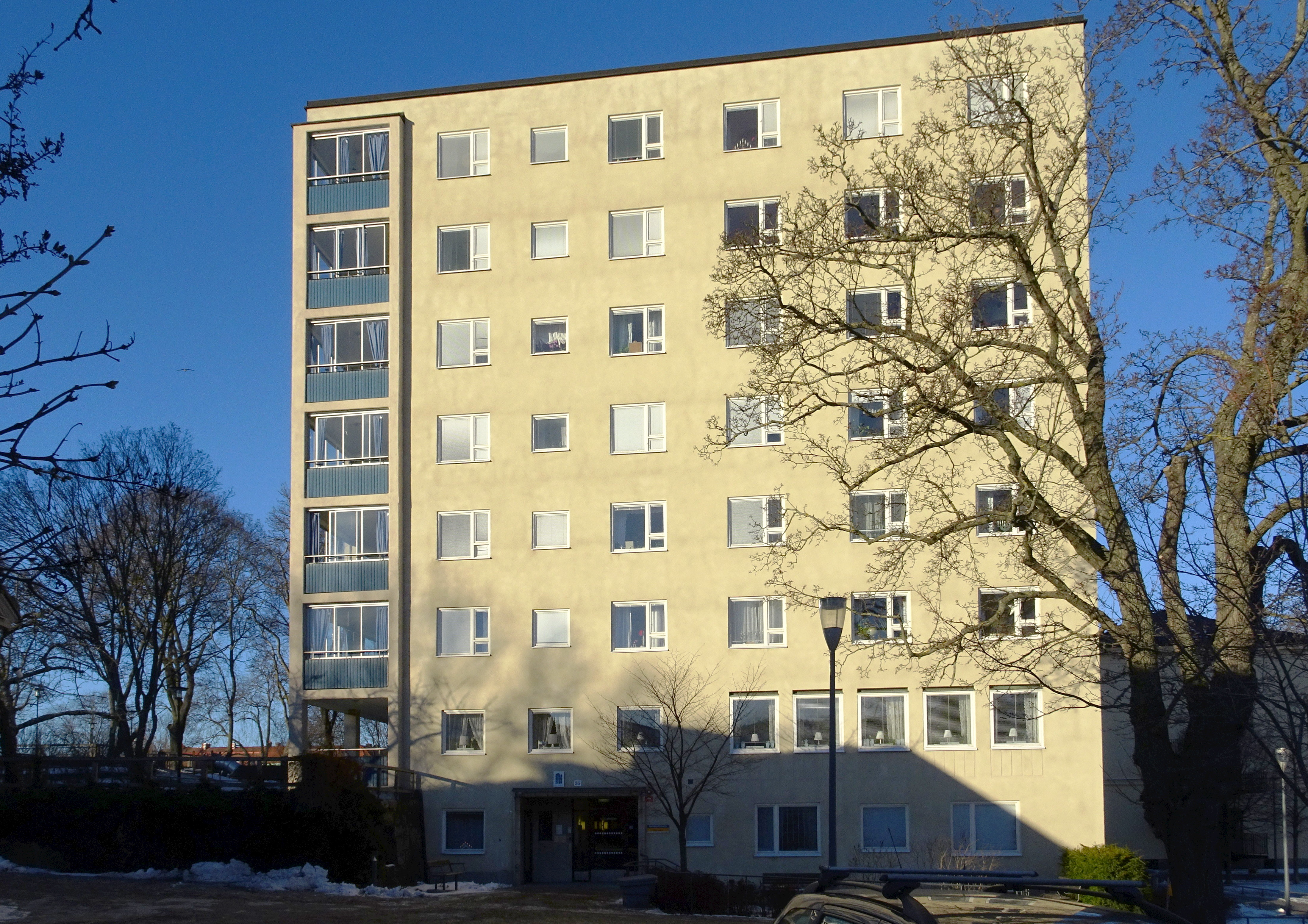
Grötlunken 2: Dalahöjdens äldreboende.
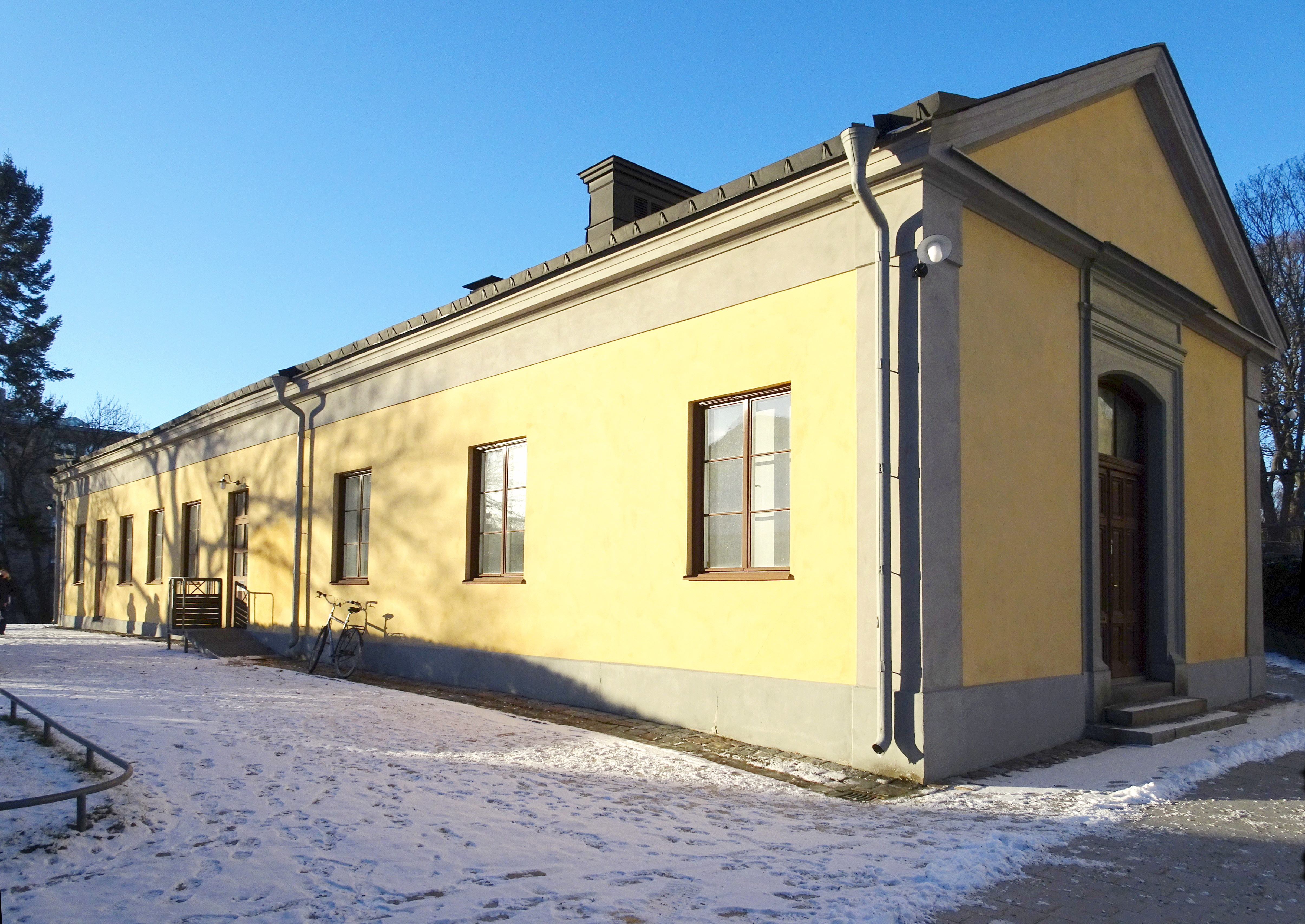
Grötlunken 3: Slöjdhuset.
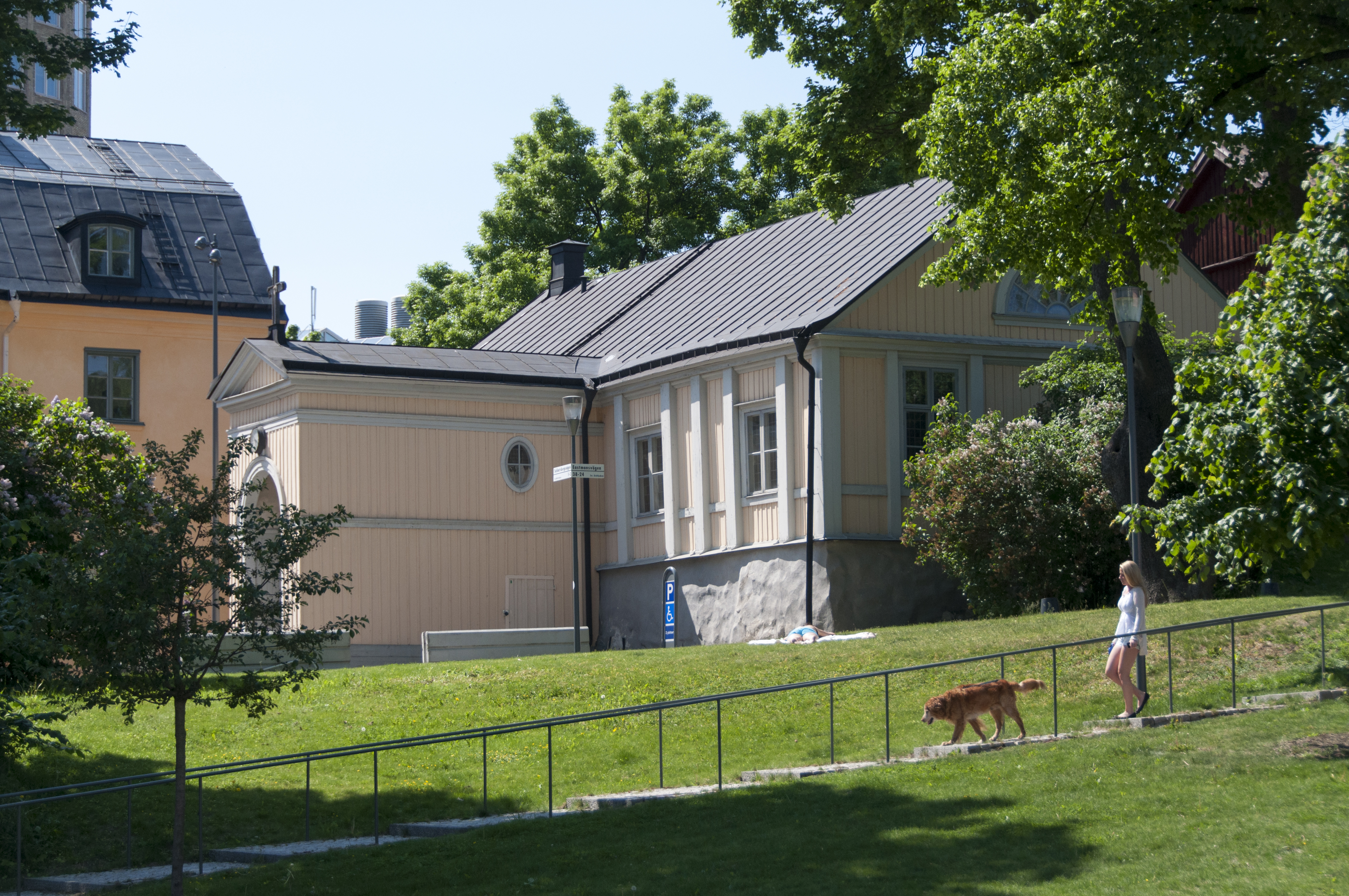
Grötlunken 4: Sabbatsbergs kyrka.
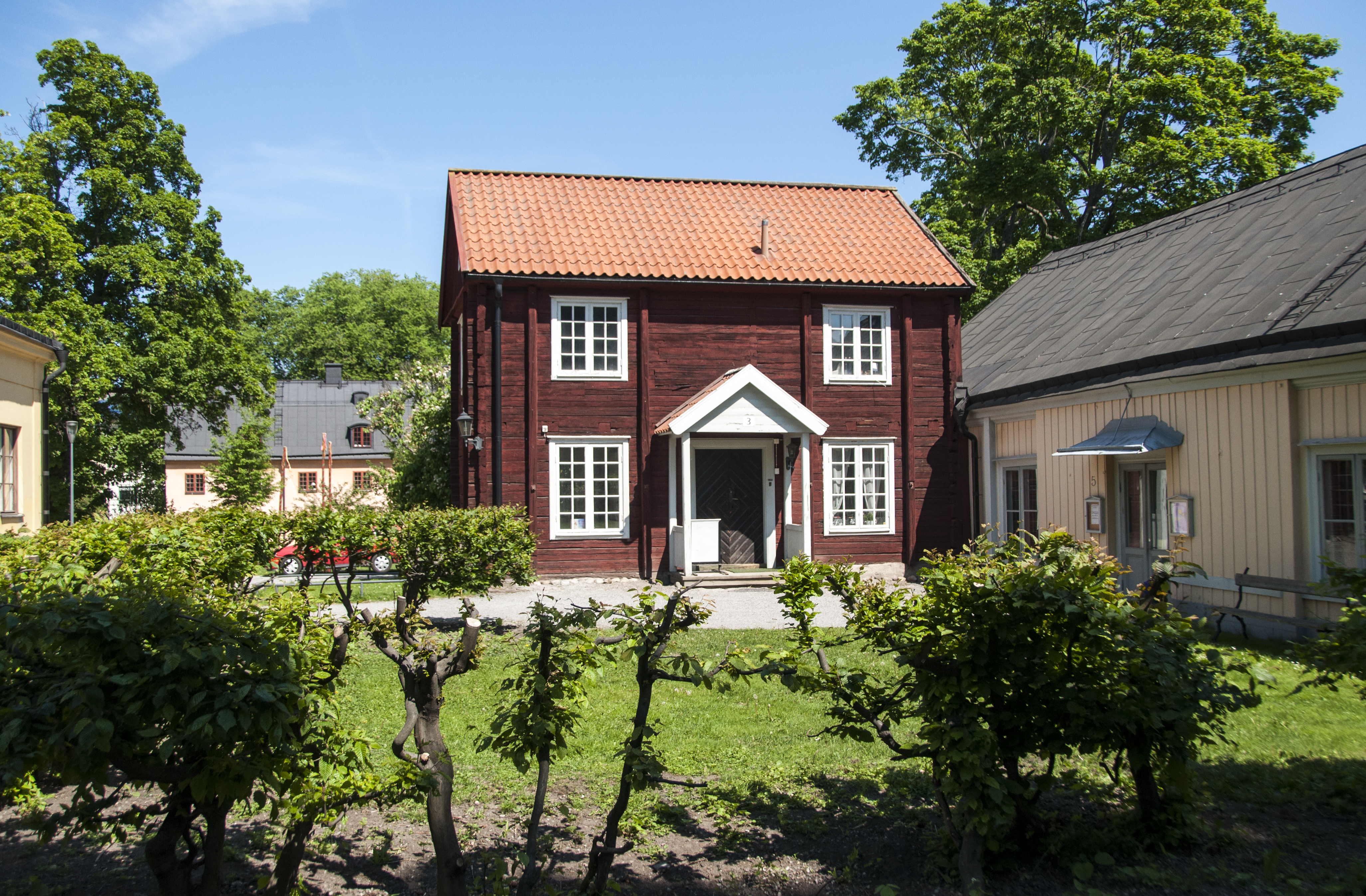
Grötlunken 4: Sakristian vid Sabbatsbergs kyrka.
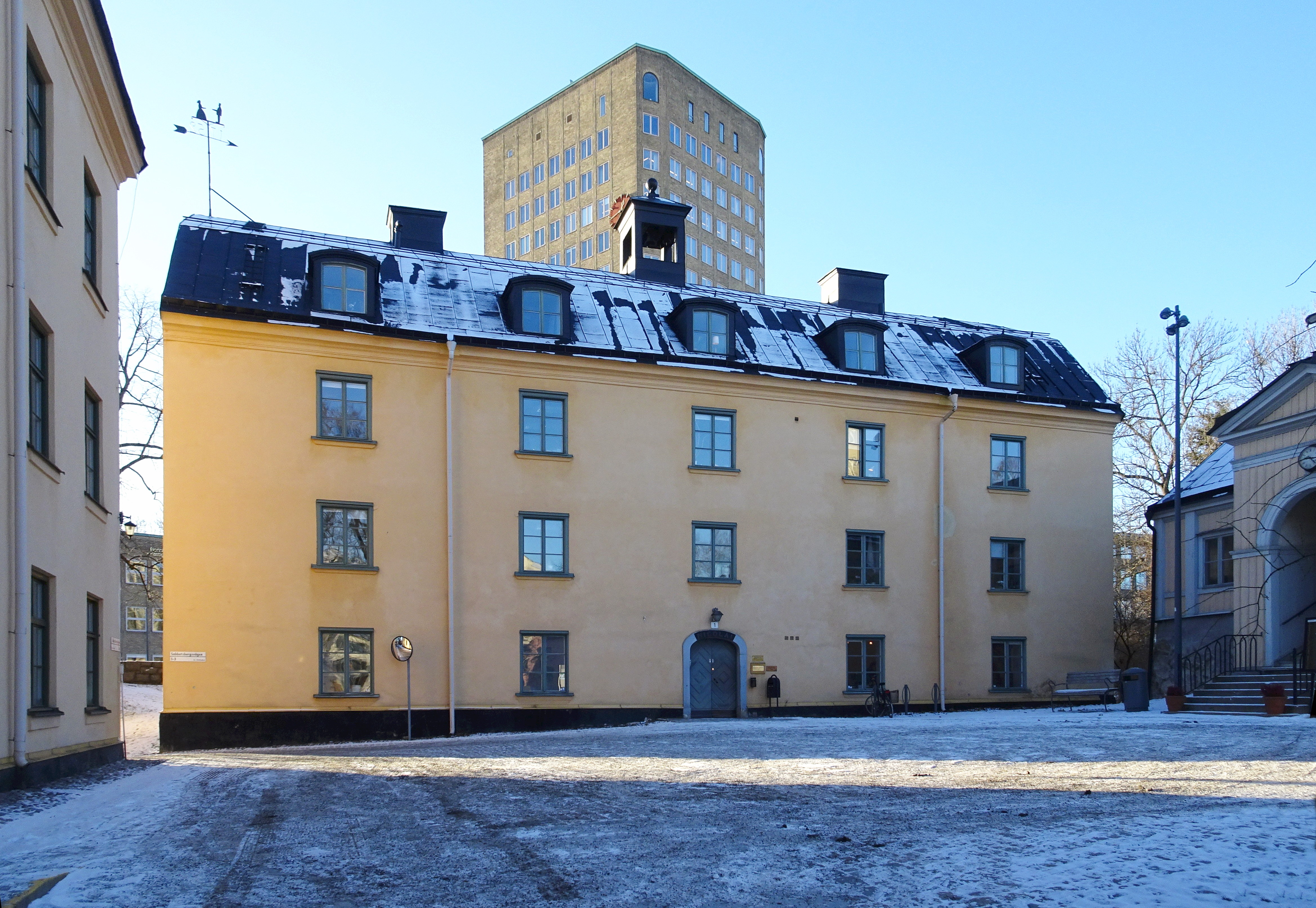
Grötlunken 5: Nicolaihuset.